# Pignon fixe

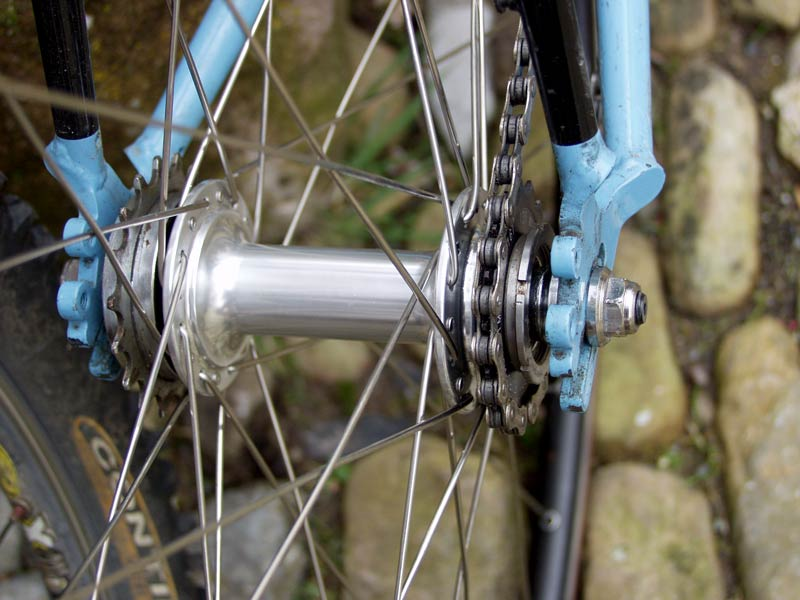
Une roue arrière montée en pignon fixe.

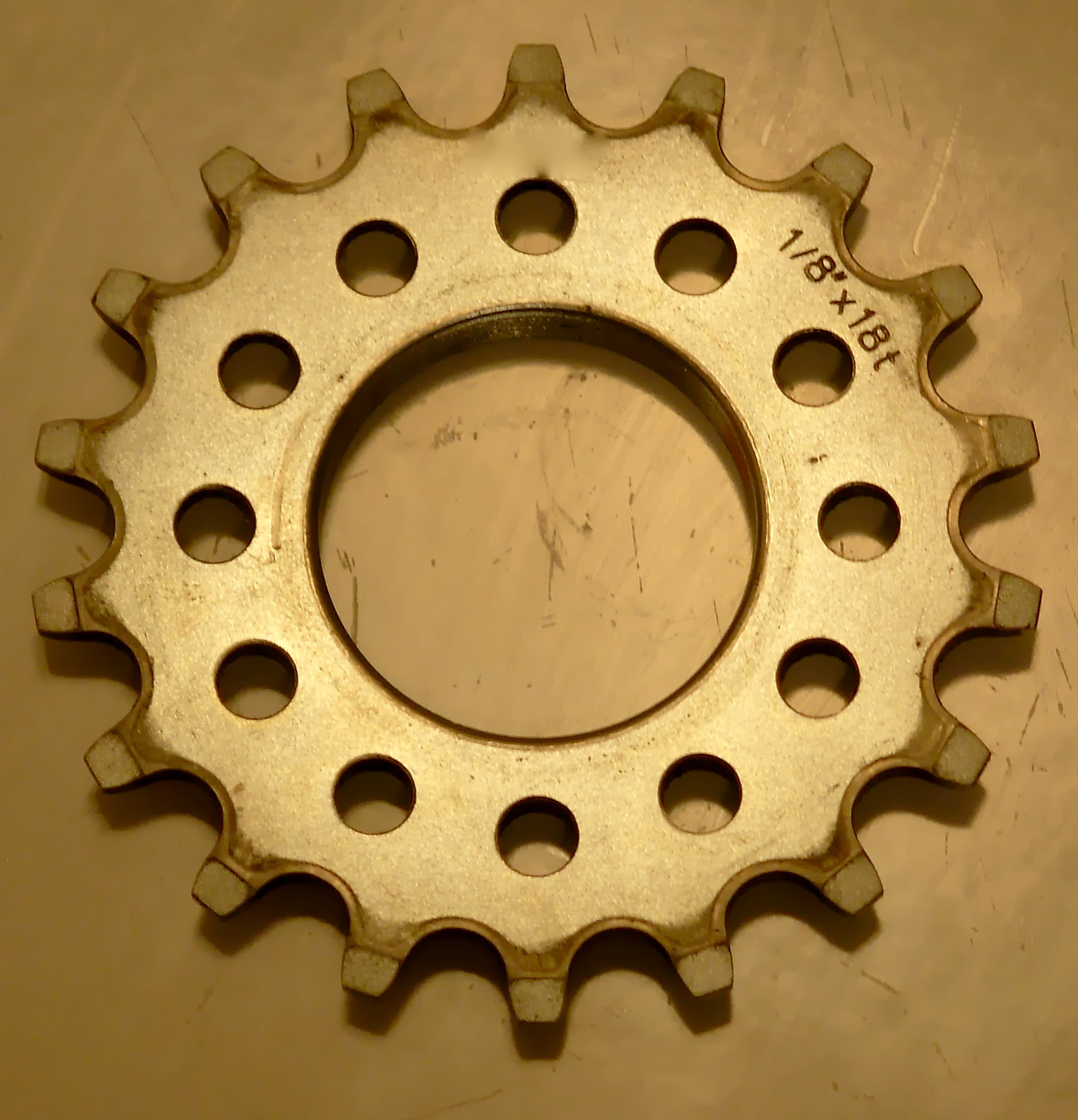
Un pignon de 18 dents qui se visse sur le moyeu arrière du vélo.

Le pignon fixe, ou fixie (de l’anglais fixed-gear bicycle), est un montage particulier de la bicyclette. Contrairement à une roue libre enrobée de sa  cassette de pignons, un seul pignon solidaire de la roue arrière entraîne la roue dans les deux sens.
Depuis le milieu des années 2000, le mot fixie désigne aussi une « bicyclette sans roue libre, au pignon solidaire de la roue arrière. ».

## Utilisations
Quand on monte un vélo avec pignon fixe, on est en général surpris d'avoir ses jambes entraînées quand on veut freiner. Il n'est plus possible de faire de la roue libre, on est obligé de continuer à tourner les jambes jusqu'à l'arrêt. Un cycliste en « fixie brakeless » (pignon fixe et pas de freins) utilise ses pédales pour bloquer sa roue et freiner (le « skid »).
Certaines roues sont équipés d'un moyeu « flip-flop », doté d'un filetage de chaque côté permettant de fixer une roue libre et un pignon fixe, et de passer de l'un à l'autre en démontant/retournant la roue.

## Pratiques
Le pignon fixe est beaucoup utilisé par les coureurs cyclistes : il est obligatoire pour les pistards et il est très utile pour les routiers lorsqu'ils font leur entraînement d'hiver. 
En plus de son utilisation par les professionnels, le pignon fixe a connu une résurgence dans les villes d'Amérique du Nord d'abord, puis d'Europe, à partir de la fin des années 1990. D'abord associé à la culture des coursiers à vélo, certains cyclistes urbains ont également choisi de rouler en fixie.

### Sur la piste
Le montage à pignon fixe est obligatoire et nécessaire sur la piste. Ceci conduit les entraîneurs à tenir l'équilibre de leurs coureurs lorsqu'ils serrent leurs cale-pieds avant le départ et à les recevoir juste avant qu'ils s'arrêtent après les courses. 
Pour les sprinters, c'est le pignon fixe qui permet de réaliser les « surplaces » (figure appelée trackstand) qui sont toujours des moments très spectaculaires. Un des champions internationaux de trackstand était le français Clément Leroy. Ils permettent de forcer l'autre à passer devant ce qui deviendra un désavantage au moment du sprint final. 
Dans les autres disciplines, le pignon fixe permet d'alléger les vélos de tout ce qui est inutile et de mettre tous les coureurs à égalité de configuration, les obligeant ainsi à faire preuve de vélocité ou d'endurance pour s'imposer.

### À l'entraînement
Certains coureurs routiers s’entraînent en hiver avec un pignon fixe pour améliorer la vélocité. Le pignon fixe contraint le cycliste à pédaler sans s'arrêter. Dans ces conditions, on ne peut faire autrement que pédaler en arrondi, sinon le style devient saccadé et déhanché. En début de saison, après avoir parcouru 1 000 à 1 500 km avec un pignon fixe, il est possible de trouver un pédalage souple et harmonieux.

### Autres utilisations du pignon fixe
Dans le polo à bicyclette : pour pratiquer ce sport on utilise des vélos à pignon fixe et guidon plat. La règle fondamentale est l'interdiction de jouer la balle et de mettre un pied à terre en même temps. Du fait de son pignon fixe, le joueur peut dribbler, jongler ou jouer la balle avec ses roues.
Sur route, le pignon fixe est surtout utilisé par le messager à vélo.
Depuis peu, le pignon fixe est également utilisé pour faire des figures (appelées FGFS, Fixed Gear Freestyle). Cette pratique s'inspire du BMX. Du fait des roues plus grandes et de l'absence de roue libre, les figures sont particulières — assimilables parfois au monocycle freestyle — et il est possible de rouler en arrière.

## Alternatives

### Pignon fixe à courroie
Bien que la transmission par chaîne soit prédominante, il existe également des systèmes de transmission par courroie. Ces derniers sont souvent associés aux vélos électriques, mais ils conviennent également à une utilisation en pignon fixe, où la transmission est soumise à des contraintes importantes. Il est possible de modifier un vélo classique pour intégrer une transmission par courroie, mais cela nécessite une adaptation spécifique du cadre, ce qui implique généralement de couper le cadre. Une autre option, moins courante, consiste à utiliser une courroie à rivets.